# Macrelmis texana
Macrelmis texana is een keversoort uit de familie beekkevers (Elmidae). De wetenschappelijke naam van de soort werd in 1911 gepubliceerd door Schaeffer.